# Brodziatyn (Ukraina)
Brodziatyn (ukr. Бродятине) – wieś na Ukrainie w rejonie kamieńskim, w obwodzie wołyńskim. W II Rzeczypospolitej wchodziła w skład gminy wiejskiej Lelików w powiecie kobryńskim województwa poleskiego.